# Индустријска зона Падуни-Селчатела (Фрозиноне)
Индустријска зона Падуни-Селчатела је насеље у Италији у округу Фрозиноне, региону Лацио.
Према процени из 2011. у насељу је живело 124 становника. Насеље се налази на надморској висини од 216 м.